# Dighton

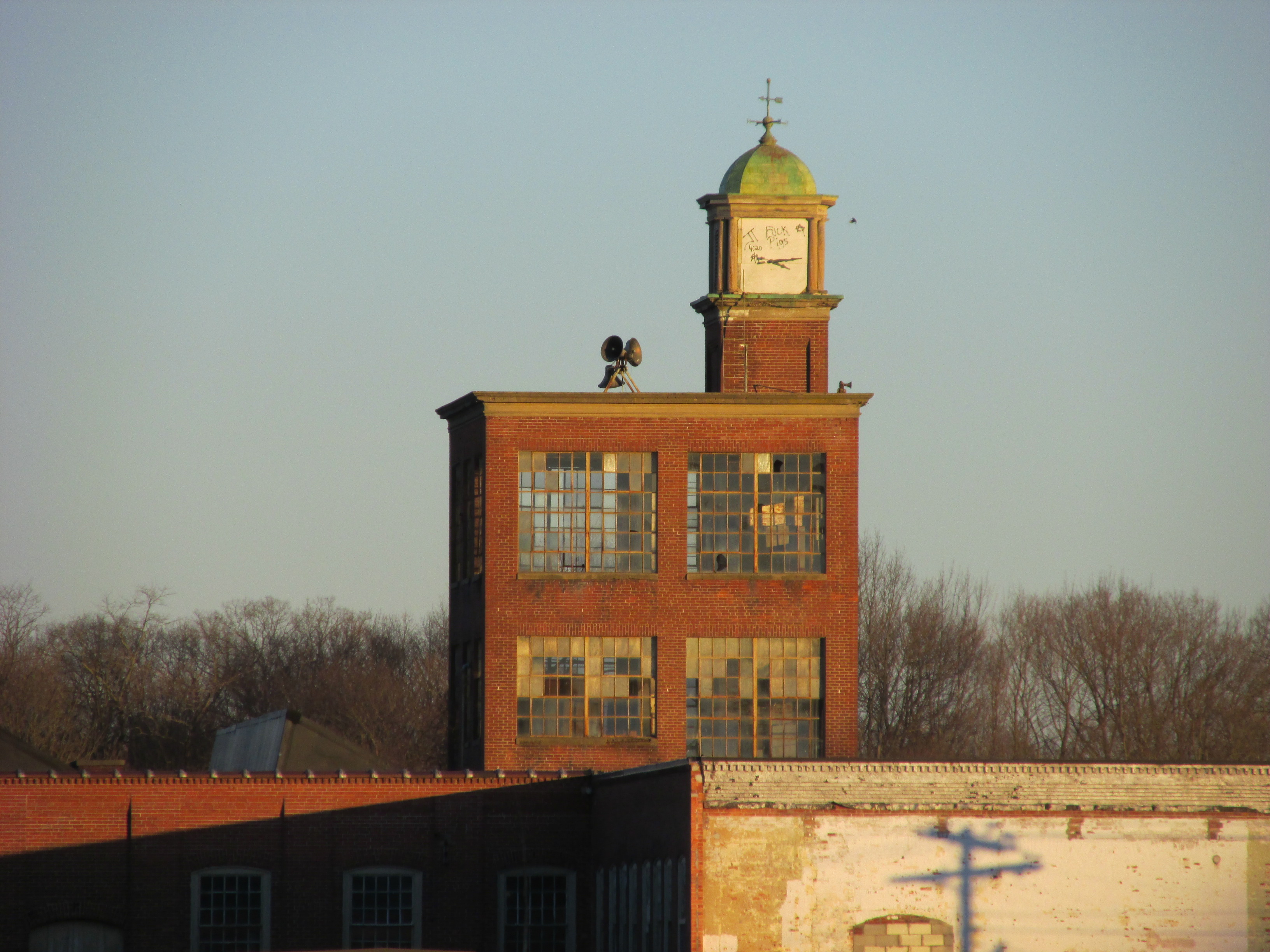

Dighton är kommun (town) i Bristol County i delstaten  Massachusetts, USA. Vid folkräkningen år 2000 bodde 6 175 personer på orten. Den har enligt United States Census Bureau en area på totalt 59,2 km² varav 1,2 km² är vatten.